# Viabras
Viação Aérea Brasil S/A, vulgarmente conhecida pela sigla Viabras, foi uma companhia aérea Brasileira fundada em 1946. Em 1953 foi vendida a Transportes Aéreos Nacional.

## Historia
Viação Aérea Brasil (Viabras) foi fundada em 11 de abril, 1946 e em 16 de agosto do mesmo ano em que foi autorizada a iniciar os serviços, que na verdade  se iniciaram apenas  em março de 1947. Ela tinha uma frota de aeronaves Douglas DC-3 e operava a partir de Rio de Janeiro para locais nos estados de Minas Gerais, Goiás e Mato Grosso. Em 1949 a empresa começou um acordo operacional com Transportes Aéreos Nacional, que comprou a companhia em 1953.

## Frota
| Aeronave          | Total | Anos de operação | Notes |
| ----------------- | ----- | ---------------- | ----- |
| Douglas DC-3/C-47 | 4     | 1947–1953        |       |

## Acidentes e incidentes
- 12 de agosto de 1952: O Douglas DC-3/C-47A-80-DL registo PP-ANH operado pela Nacional na rota  de Rio Verde para Goiânia caiu após a explosão de uma bomba em pleno voo no local de Palmeiras de Goiás. Todos os 24 passageiros e tripulantes morreram.[3][4]